# Jane C. Wright

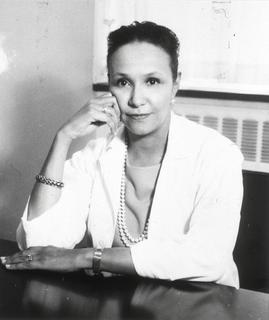
Jane C. Wright

Jane Cooke Wright (* 30. November 1919 in New York City, USA; † 19. Februar 2013 in Guttenberg (New Jersey), USA) war eine US-amerikanische Krebsforscherin, die sich vorwiegend auf die Entwicklung und Optimierung der Chemotherapie konzentrierte und als erste Wissenschaftlerin den Anti-Krebs-Wirkstoff Methotrexat identifizierte.

## Leben
Jane Wright war die Tochter der Lehrerin Corinne Cooke und des Arztes Louis T. Wright. Letzterer war einer der ersten afro-amerikanischen Absolventen in Harvard. In New York City besuchte sie bis 1938 eine Privatschule, die heutige Ethical Culture Fieldstone School. Nach ihrer Schulbildung schloss Wright zunächst ein Kunststudium am Smith College in Massachusetts ab.
1942 fing Jane Wright ein Medizinstudium am New York Medical College an und beendete dieses 1945 mit einem Doktortitel. Im Anschluss daran arbeitete sie als Assistenzärztin am Bellevue Hospital (1945–1946) und ab 1948 am Harlem Hospital (1947–1948) in New York.
Ab 1949 forschte Jane Wright gemeinsam mit ihrem Vater am Krebsforschungszentrum des Harlem Hospital, den er damals leitete. Als Louis Wright 1952 starb, übernahm Jane Wright seine Position. Darüber hinaus nahm sie 1955 eine Stelle als Leiterin der Krebsforschungsabteilung am New York University Bellevue Medical Center an.
Zudem war Jane Wright ab 1964 auch in der President’s Commission on Heart Disease aktiv und gründete zusammen mit weiteren Krebsforschern die American Society of Clinical Oncology (ASCO). Am New York Medical College war sie ab 1967 Chirurgieprofessorin, Leiterin der Krebsforschungsabteilung und als stellvertretende Dekanin beschäftigt. Später wurde Jane Wright zur ersten weiblichen Präsidentin der New York Cancer Society (1971) sowie zur Vizepräsidentin der African Medical and Research Foundation (1973–1984).
Jane C. Wright war seit 1947 mit dem Anwalt David D. Jones Jr. verheiratet, mit dem sie zwei Töchter hatte. Sie starb im Alter von 93 Jahren in Guttenberg, New Jersey.

## Forschung
Im Rahmen ihrer Forschungsarbeit beschäftigte sich Jane Wright lange mit der Wirkung bestimmter Anti-Krebs-Medikamente auf Krebstumore. Dabei zog sie sowohl Laborstudien an Mäusen und menschlichen Zellkulturen, als auch den Effekt bei Krebspatienten. So konnte sie unter anderem Triethylenemelamin und Methotrexat als Anti-Krebs-Wirkstoffe identifizieren.
1964 gelang es ihr zusammen mit ihrem Forschungsteam der New York University School of Medicine, große Mengen krebshemmender Medikamente durch einen Katheter in tumorbefallene Organe einzuführen. Im Bereich der Chemotherapie fokussierte Jane Wright sich vor allem darauf, die Behandlung effektiver zu gestalten und Nebenwirkungen zu minimieren.

## Auszeichnungen
Im Laufe ihres Lebens erhielt Jane Wright mehrere Auszeichnungen.
- 1952: Merit Award der Zeitschrift „Mademoiselle“
- 1955: Damon Runyon Award
- 1965: Spirit of Achievement Award des Albert Einstein College of Medicine
- 1967: Hadassah Myrtle Wreath Award
- 1968: Smith Medal des Smith College
- 1975: American Association for Cancer Research Award
- 1981: Otelia Cromwell Award des Smith College

Außerdem wurde 2011 eine Auszeichnung, der „Jane C. Wright, MD, Young Investigator Award“ der American Society of Clinical Oncology und der Conquer Cancer Foundation, nach ihr benannt. Zudem richtete die American Association for Cancer Research zu Ehren von Jane Wright eine Dozentur („Minorities in Cancer Research Jane Cooke Wright Lectureship“) ein.

## Ausgewählte Schriften
- J. C. Wright, J. P. Cobb, S. L. Gumport, F. M. Golomb, and D. Safadi: Investigation of the Relationship Between Clinical and Tissue Response to Chemotherapeutic Agents on Human Cancer. In: New England Journal of Medicine 257 (1957), S. 1207–1211.
- J. C. Wright, J. I. Plummer, R. S. Coidan, and L. T. Wright: The in Vivo and in Vitro Effects of Chemotherapeutic Agents on Human Neoplastic Diseases. In: The Harlem Hospital Bulletin 6 (1953), S. 58–63.
- J. C. Wright: Cancer Chemotherapy: Past, Present, and Future -- Part I. Journal of the National Medical Association 76/8 (1984), S. 773–784.